# Redstocks
Redstocks – wieś w Anglii, w hrabstwie Wiltshire. Leży 39 km na północny zachód od miasta Salisbury i 138 km na zachód od Londynu.